# Jackpot
A jackpot (ejtsd: dzsekpot, angol szó: jack = bubi, jumbó; pot = pot, gyűjtőedény) a póker kártyajátékból átvett kifejezés, aminek a játékelméleti és a szerencsejáték-törvény által elfogadott fordítása és egyben jelentése: halmozott nyereményalap. A jackpot teszi rendkívül népszerűvé a különféle lottókat, a magyar nyelvben a főnyeremény szinonimájaként használatos. 

## Jackpot a szerencsejátékokban
A jackpot lényege, hogy a szerencsejátékot lebonyolító szervezet (kaszinó, fogadóiroda stb.) a játékosok vesztes tétjeiből, fogadásaiból származó bevétel egy részéből nyereményalapot képez, amit a következő játékban lehet megnyerni. A jackpot megnyeréséhez kötött esemény bekövetkezésének, sikeres megtippelésének (telitalálatos lottószelvény, royal flush, több sportmérkőzés pontos végeredménye, pénznyerőgépeken vagy sorsjegyeken azonos szimbólumok stb.) valószínűsége - más játékeseményekhez képest - nagyon csekély, ezért a jackpot általában - nagy valószínűséggel - sokáig halmozódik. A felhalmozott nyereményalap az adott játék főnyereménye, a játékba kerülés áránál nagyságrendekkel nagyobb, értékesebb pénz- vagy tárgynyeremény - lehet autó, ékszer stb. is. A főnyeremény nagy motivációt jelent a játékosok számára, hogy újra és újra beszálljanak a játékba, annak ellenére, hogy a jackpotot a legtöbben egyszer sem nyerik meg. A játékosok szempontjából a "kis veszteség nem fájdalmas", míg a szerencsejátékot szervező szemszögéből a "sok kicsi sokra megy" elvén működik - és válik a szerencsejátékot lebonyolító vállalatok számára nagyon nyereséges üzletté - a jackpot alkalmazása.

## Külső hivatkozások
- Pókerpédia Archiválva 2019. május 21-i dátummal a Wayback Machine-ben
- Idegen Szavak Szótára